# Симптом Романьї
Симптом Романьї (англ. Romaña's sign) — ранній патогномонічний симптом при хворобі Шагаса. Являє собою появу однобічного ураження на обличчі — поєднання тяжкого кон'юнктивіту, запалення слізної залози, безболісного периорбітального набряку із ураженням повіки, збільшення на стороні ураження лімфатичних вузлів. Виникає внаслідок втирання в око фекалій переносника хвороби — клопів Triatominae. Часто симптом плутають з шагомою — первинним вузловим ураженням у місцях укусу переносників хвороби, яких ще називають «поцілунковими клопами».
Симптом названо на честь аргентинського дослідника Сесіліо Романьї (ісп. Cecilio Romaña, роки життя 1899-1997), який першим описав його в 1935 році